# مسیه ۱۳
مسیهٔ ۱۳ (به انگلیسی: Messier 13) یا ان‌جی‌سی ۶۲۰۵ یک خوشهٔ ستاره‌ای کروی در صورت فلکی هرکول است که فاصلهٔ آن از زمین بیست و دو هزار سال نوری و قدر ظاهری آن ۵٫۸ است.